# Mendhausen
Mendhausen is een ortsteil van de stad Römhild in de Duitse deelstaat Thüringen. Op 31 december 2012 fuseerde de gemeente Mendhausen met de stad Römberg, de eenheidsgemeente Gleichamberg en andere gemeenten uit de Verwaltungsgemeinschaft Gleichberge tot de nieuwe stad Römhild.